# スクリプター
スクリプターとは、映画の撮影現場において、撮影シーンの様子や内容を記録・管理する役目である。記録とも呼称される場合がある。

## 概要
映画やテレビ映画、テレビドラマでは、シーンやカットを台本順に撮影（順撮り）するのではなく、バラバラの順序で行うことがある。例えば、出演者AとBとが向かい合って対話するシーンを仮定すると、Aを正面から撮る部分とBを撮る部分とでは、照明の当て方やカメラアングル等がまるで異なる。ところが、それらのセッティングをやり直すには、相当の時間と労力が必要となる。そこで、まずはまとめてAが話す部分だけを撮影し、次にBだけを撮影し、編集でそれらをつないで対話シーンにする、という形が通常である。
また、「AとBとが並んで家に入る」というシーンでは、屋外部分はロケを行い、屋内はセットで撮影するということも珍しくないが、その際に「どちらが右（又は前）か」「手には何を持っているか」「服装は何か」などが統一していないと、後で編集する際にちぐはぐなことになってしまい「つながらない」と呼ばれる状態になる。
各出演者のスケジュールの調整がつかない場合、AとBが同時に揃っていなくても、その場に居ない者をボディダブルとして、「Aがメインの部分」「Bがメインの部分」に分けて撮影を強行することさえある。これは特に、テレビドラマに多い。
そこで、先行する撮影時には、演者側では衣装、ヘア・メイク、持ち道具、セリフなど、スタッフ側ではセットの状況や大道具・小道具の配置や照明、撮影方法、音、尺（時間）など、台本に記載されていないことを含めた様々な状況を記録し、それを後の撮影時にも再現させることで、連続したシーンとして成立するよう管理する職種が必要となる。これがスクリプターである。
また、それらの情報をカットごとに「スクリプト用紙」という書類に記入し、さらに編集や音付け作業の指示などを書き加え、ポストプロダクションに受け渡す。
一方、スクリプターは映画の所要時間の管理も行う。台本通りに撮っても、監督の演出方法や演者の表現方法によっては、事前に想定された所要時間と大きく異なる場合も出てくる。そうなると、追撮や再撮、編集などに多大の労力が割かれることとなるため、スクリプターの管理でこれを防いでいる。
撮影がクランクアップしてからも仕事は続く。ポストプロダクションにおいて編集に立会い、本編完成後も、これまでの撮影・演出内容を全て反映させた「完成台本」をまとめる。
ちなみに、かつての松竹では、セカンド助監督がスクリプターを兼任することとなっており、それをうまくこなすことが、チーフ助監督、さらには監督への昇格条件の一つとなっていた。現在でも、松竹が主体となって製作する映画においては、専門職としてのスクリプターを置かず、セカンドが兼任しているケースが見られる。ピンク映画では、一般的に専門職はおらず、助監督が兼任している。
理由は定かではないものの、当該職は圧倒的に女性が多い。男性の多い撮影現場において、現場のコーディネーター的役割も担っている。また、映画・テレビのスタッフの例に漏れず、フリーランスがほとんどである。映画関係の専門学校や映像系の学部のある大学から助手として修行していくのが一般的である。
日本の映画の職能においては、映画監督、撮影技師（撮影監督）、照明技師、美術デザイナー、編集技師とともに「メインスタッフ」にカテゴライズされる。職能団体は1992年（平成4年）に発足した日本映画・テレビスクリプター協会である。同協会は、日本映画撮影監督協会、日本映画テレビ照明協会、日本映画・テレビ美術監督協会、日本映画・テレビ録音協会、日本映画テレビ編集協会とともに日本映画メインスタッフ連合会、さらに日本映画監督協会を加えて日本映像職能連合を構成している。

## おもなスクリプター
- シュザンヌ・シフマン - のちに映画監督
- 坂根田鶴子 - のちに映画監督
- 瀧口修造 - 日本初のスクリプターのひとり
- 野上照代
- 白鳥あかね
- 堀北昌子
- 秋山みよ
- 杉山昌子
- 伊藤溶子
- 大和屋叡子
- 桑原みどり
- 勝原繁子
- 田中美佐江
- 森村幸子
- 石田芳子
- 生田透子
- 黒河由美
- 柳沼由加里
- 森直子
- 柿崎徳子
- 高山秀子
- 渋谷康子
- 梶本みのり
- 橋口舞子
- 森みどり
- 野崎八重子

## オンラインデータベース上の混同
キネマ旬報が運営するキネマ旬報映画データベースでは、スタッフ欄の「スクリプター」として「スチルカメラマン」が混同されて分類・表記されていた。1960年代の日活のスチルカメラマン荻野昇や、『男はつらいよ』シリーズ等の松竹大船撮影所のスチルカメラマン堺謙一、1950年代から1970年代にかけて東宝スタジオのスチルカメラマンであった吉崎松雄らがことごとく「スクリプター」とされているが、これは誤りである。ウィキペディア日本語版でもこの表記を引用した誤記のページが存在する。
キネマ旬報映画データベースの情報をそのまま使用しているオンラインデータベースであるgoo 映画、Movie Walkerには、同一の誤りがあった。日本映画データベース、allcinema ONLINE、それと連動するONTV MOVIEには、この件に関する混同は存在しない。